# Грузия на летних Паралимпийских играх 2012
Грузия на летних Паралимпийских играх 2012 представлена 2 спортсменами в двух видах спорта: пауэрлифтинге и плавании.
Официальным спонсором паралимпийской сборной (а также и олимпийской сборной) стала компания BP, в марте 2012 года подписавшая меморандум, по которому компания стала официальным партнёром Национального Олимпийского комитета Грузии. При этом паралимпийцы Шота Омарашвили и Николоз Тваури были перечислены в числе пяти специально отобранных спортсменов, которые должны были отправиться в Лондон в статусе послов ВР.

## Отправка сборной на ПИ
Торжественная церемония отправки спортсменов прошла в Тбилиси. В этот день поддержать своих соотечественников пришли многие грузинские бизнесмены, деятели культуры и спортсмены. Специальным гостем церемонии стал олимпийский чемпион Лондона, дзюдоист Лаша Шавдатуашвили, пожелавший грузинским паралимпийцам повторить его успех. Специально для паралимпийцев была написана песня, предназначенная для исполнения в олимпийской деревне «для параолимпийцев других стран».

## Результаты соревнований

### Пауэрлифтинг
Спортсменов — 1
Мужчины
Омарашвили получил лицензию на участие в Паралимпиаде в апреле 2012 года на прошедшем в Дубае лицензионном турнире, в котором он участвовал в дисциплине жим лежа. Спортсмен выступал в весовой категории до 60 килограмм и поднял 135 килограммов.
| Спортсмен       | Категория | Результат | Место |
| --------------- | --------- | --------- | ----- |
| Шота Омарашвили | до 60 кг  | DNF       |       |

### Плавание
Спортсменов — 1
Мужчины
О том, что незрячий Тваури будет представлять Грузию на Паралимпийских играх в Лондоне стало известно в конце января 2011 года. Несколькими годами ранее около Тваури взорвалась граната, в результате чего у него была ампутирована кисть правой руки. Долгое время после ранения он не мог плавать, но примерно за 9 месяцев до объявления об участии в Играх Тваури начал заниматься плаванием и к началу 2011 года уже показывал «хорошие результаты в брассе».
В рамках подготовки к Паралимпиаде Тваури тренировался в спорткомплексе «Олимпик» под руководством всемирного рекордсмена в так называемом «Колхском плавании» Генри Купрашвили.
| Спортсмен      | Соревнование                  | Предварительные заплывы | Предварительные заплывы | Финал                | Финал                |
| Спортсмен      | Соревнование                  | Результат               | Место                   | Результат            | Место                |
| -------------- | ----------------------------- | ----------------------- | ----------------------- | -------------------- | -------------------- |
| Николоз Тваури | 100 м брассом (мужчины, SB11) | 1:28.37                 | 13                      | Завершил выступление | Завершил выступление |